# Amurska awiabaza
Państwowa Autonomiczna Instytucja Obwodu Amurskiego "Amurska awiabaza", (ros. Государственное автономное  учреждение  Амурской области "Амурская авиабаза") – rosyjskie linie lotnicze z siedzibą w Błagowieszczeńsku i portem bazowania Ignatjewo. 
W marcu 2021 linie dysponowały dziewięcioma samolotami An-2 i 4 śmigłowcami Mi-8T.